# Hydropsyche bassi
Hydropsyche bassi là một loài Trichoptera trong họ Hydropsychidae. Chúng phân bố ở miền Tân bắc.